# セク・マカルー
セク・マカルー（Sekou Macalou、1995年4月20日 - ）は、トップ14スタッド・フランセ・パリに所属するラグビー選手。

## プロフィール
- フランス・サルセル出身[1]。
- ポジションはウィング(WTB)、フランカー(FL)、ナンバーエイト(No8)。
- 身長 195cm、体重 108kg
- U20フランス代表に選ばれたことがある[2]。
- 7人制フランス代表に選ばれたことがある。
- フランス代表キャップは20（2024年2月現在）でラグビーワールドカップ2023のフランス代表に選ばれた[3]。

## 略歴
RCマシーを経て、2015年、スタッド・フランセに加入。